# Cyrtandra pubens
Cyrtandra pubens är en tvåhjärtbladig växtart som först beskrevs av H. St. John (pro. sp..  Cyrtandra pubens ingår i släktet Cyrtandra och familjen Gesneriaceae. Inga underarter finns listade i Catalogue of Life.